# روز کلمب
بسیاری از کشورها در بر جدید و جاهای دیگر رسماً سالگرد ورود کریستف کلمب به قاره آمریکا، که در ۱۲ اکتبر ۱۴۹۲ رخ داد، را به عنوان یک عید جشن می‌گیرند. در ایالات متحده آمریکا این روز تحت عنوان روز کلمب (انگلیسی: Columbus Day)، در باهاما تحت عنوان روز کشف و در بسیاری از کشورهای آمریکای لاتین تحت عنوان روز نژاد برگزار می‌شود.

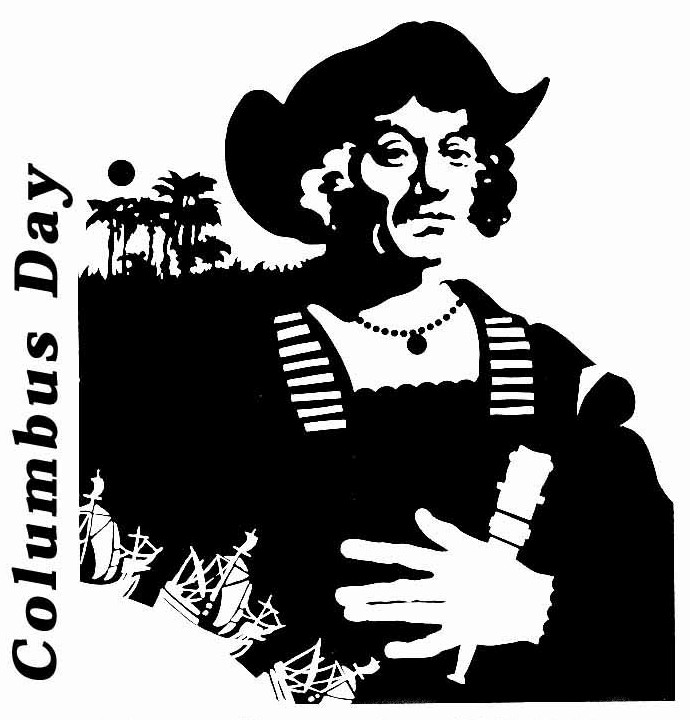
نقاشی از وزارت دفاع ایالات متحده آمریکا

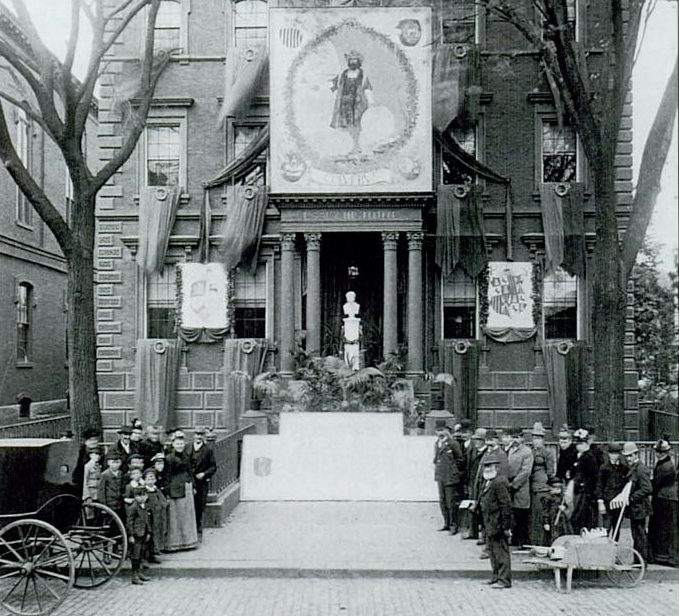
روز کلمب در سیلم، ماساچوست در ۱۸۹۲